# フォッサルタ・ディ・ポルトグルアーロ
フォッサルタ・ディ・ポルトグルアーロ（伊: Fossalta di Portogruaro）は、イタリア共和国ヴェネト州ヴェネツィア県にある、人口約5,700人の基礎自治体（コムーネ）。

## 地理

### 位置・広がり

#### 隣接コムーネ
隣接するコムーネは以下の通り。括弧内のPNはポルデノーネ県所属を示す。
- モルサーノ・アル・タリアメント (PN)
- ポルトグルアーロ
- サン・ミケーレ・アル・タリアメント
- テーリオ・ヴェーネト

### 気候分類・地震分類
気候分類では、zona E, 2649 GGに分類される。
また、イタリアの地震リスク階級 (it) では、zona 3 (sismicità bassa) に分類される。

## 行政

### 分離集落
フォッサルタ・ディ・ポルトグルアーロには、以下の分離集落（フラツィオーネ）がある。
- Alvisopoli, Fratta, Gorgo, Sacilato, Stiago, Vado, Viatte-Torresella, Villanova Santa Margherita, Villanova Sant'Antonio